# Terraformace Marsu

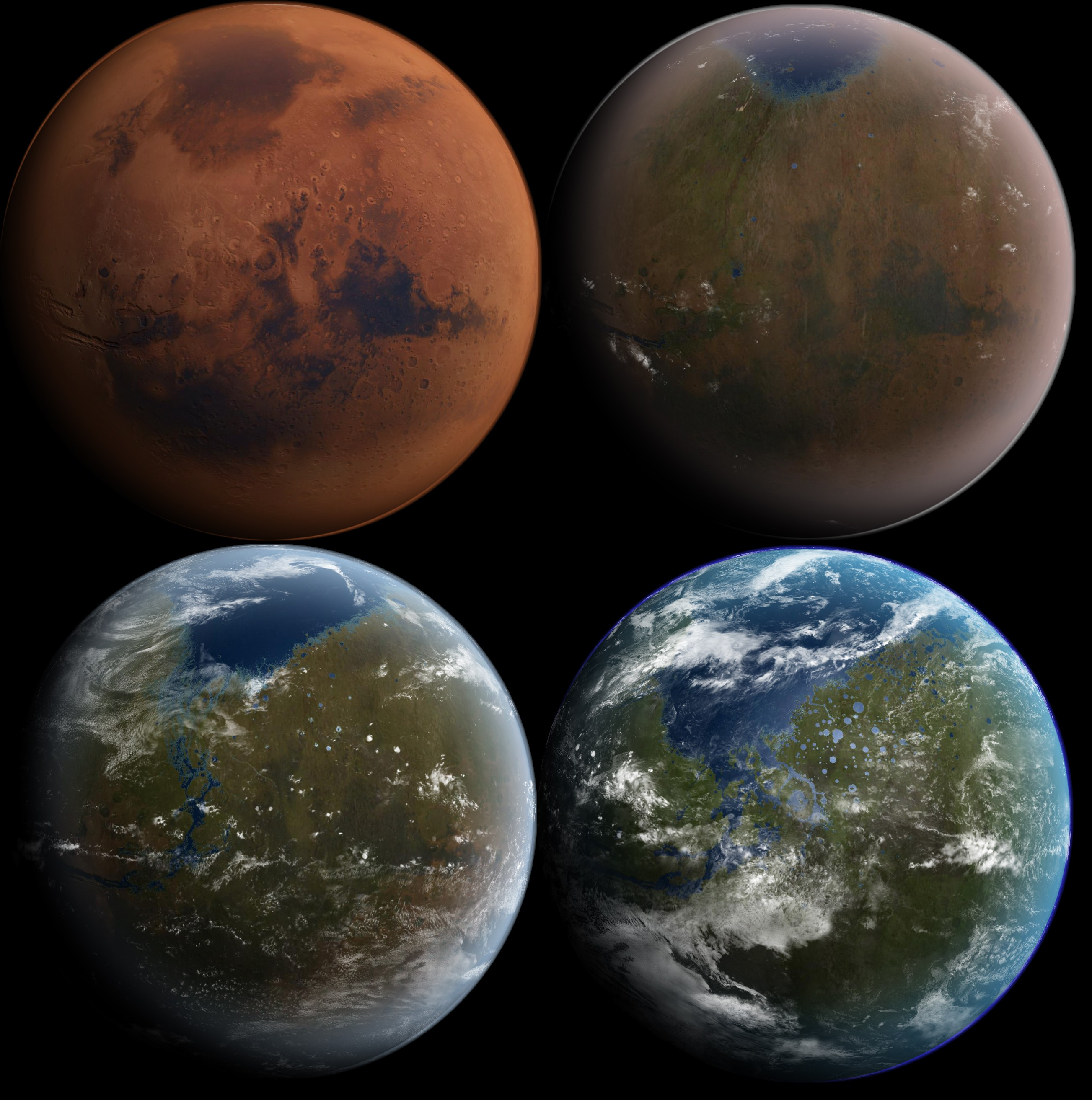
Počítačová simulace fází terraformace celého Marsu.

Terraformace Marsu je hypotetický soubor procesů, které by měly umožnit člověku život na povrchu Marsu bez nutnosti používat ochranné prostředky před okolním prostředím. Jeho výsledkem by tak měl být vznik planety podobné Zemi. Proces, který by mohl teoreticky změnit celou planetu, by probíhal po desítky či stovky let od nejjednodušších organismů přes rostliny až po první živočichy.
Jelikož je Mars rozdílný a má menší gravitaci, podmínky nebudou nikdy zcela shodné s těmi pozemskými. V současnosti se jedná spíše o myšlenku z oboru science fiction, jelikož neexistuje žádná dostupná technologie, která by tuto přeměnu zvládla, i když se již občas objevují nápady, jak povrch Marsu přeměnit.
Procesy, které by umožnily přeměnu této planety tak, aby splňovala všechna kritéria pro život lidského druhu, by byly samozřejmě záležitostí dlouhodobou (v různých zdrojích se objevují horizonty v řádech mnoha desítek až několika stovek let). Náklady by navíc byly nejspíše astronomické, neboť vše by bylo nutné provést v enormních měřítkách.
Následující část článku nerozebírá požadavky pro vystavění civilizace na Marsu, ale pouze minimální a nejzákladnější požadavky pro život člověka na povrchu.

## Požadavky pro terraformaci
- Složení atmosféry – Protože se marsovská atmosféra skládá převážně z oxidu uhličitého, (CO2 – 95 %, N – 2,7 %, Ar – 1,6 %, O2 – 0,13 %) bylo by potřeba úplně změnit její chemické složení, aby byla lidmi dýchatelná. Toho by se muselo pravděpodobně dosáhnout umělým vypouštěním kyslíku do atmosféry, zakládání kolonií bakterií schopných provádět fotosyntézu a později také sázení tradičních rostlin.

- Atmosférický tlak – Kromě složení atmosféry také záleží na jejím tlaku. Průměrný atmosférický tlak na povrchu Země je 101,3 kPa, zatímco na povrchu Marsu je to jenom pouhých 600–1000 Pa. Jedna z teorií, jak napomoci se zvýšením atmosférického tlaku na Marsu je úmyslné roztavení jeho polárních čepiček. Taková akce by ovšem zvýšila tlak jen o pár procent a ani zdaleka by nepokryla celkové požadavky.[4] Další návrhy zahrnují například bombardování povrchu Marsu pomocí komet složených třeba z pevného oxidu uhličitého nebo dusíku.
- Teplota – V současnosti se teploty na povrchu Marsu pohybují kolem −90 až −10 °C. Zatímco je pravda, že teplota by se mohla výrazně zvýšit zvětšením atmosféry a jejího tlaku, stále by mohlo být potřeba ji ohřát. Objevují se různé koncepty – od řízeného skleníkového efektu, pomocí skleníkových plynů, jako oxid uhličitý nebo obyčejná vodní pára, protože to jsou pravděpodobně jediné skleníkové plyny, které se na Marsu vyskytují v dostatečném množství, (vodní pára ovšem potřebuje "předehřátou" atmosféru, aby mohla začít účinkovat a oxidu uhličitého pravděpodobně není dostatek na to, aby tuto reakci započal sám, protože velká část je těžce získatelná)[4] až po vybudování sítě zrcadel, která by na oběžné dráze zajistila více světla a tepla pro planetu. Přestože technologie lunet, které by osvětlovaly či jinak ovlivňovaly z oběžné dráhy povrch, byla již několikrát zvažována na Zemi (hlavně u odlehlých polárních oblastí), nikdy nedošlo k realizaci ani pokroku, který by takové zařízení přiblížil možnému používání.[zdroj?]
- Magnetické pole – Marsovské magnetické pole je oproti tomu zemskému poměrně slabé, což je také důvodem, proč má tak slabou atmosféru. Po tom, co asi před 4,2 miliardami let magnetické pole Marsu osláblo, byla značná část jeho atmosféry „odfouknuta“ Slunečním větrem. Magnetické pole planety tedy hraje kritickou roli v ochraně její atmosféry. Jediným způsobem jak dosáhnout magnetického pole bez přestavění jádra celé planety od základů by bylo pravděpodobně vypuštění jakéhosi vesmírného plavidla (stanice? satelitu?) obrovských rozměrů se schopností generovat masivní magnetické pole chránící celou planetu.